# 大隅大川原駅
大隅大川原駅（おおすみおおかわらえき）は、鹿児島県曽於市財部町下財部にある、九州旅客鉄道（JR九州）日豊本線の駅である。

## 歴史

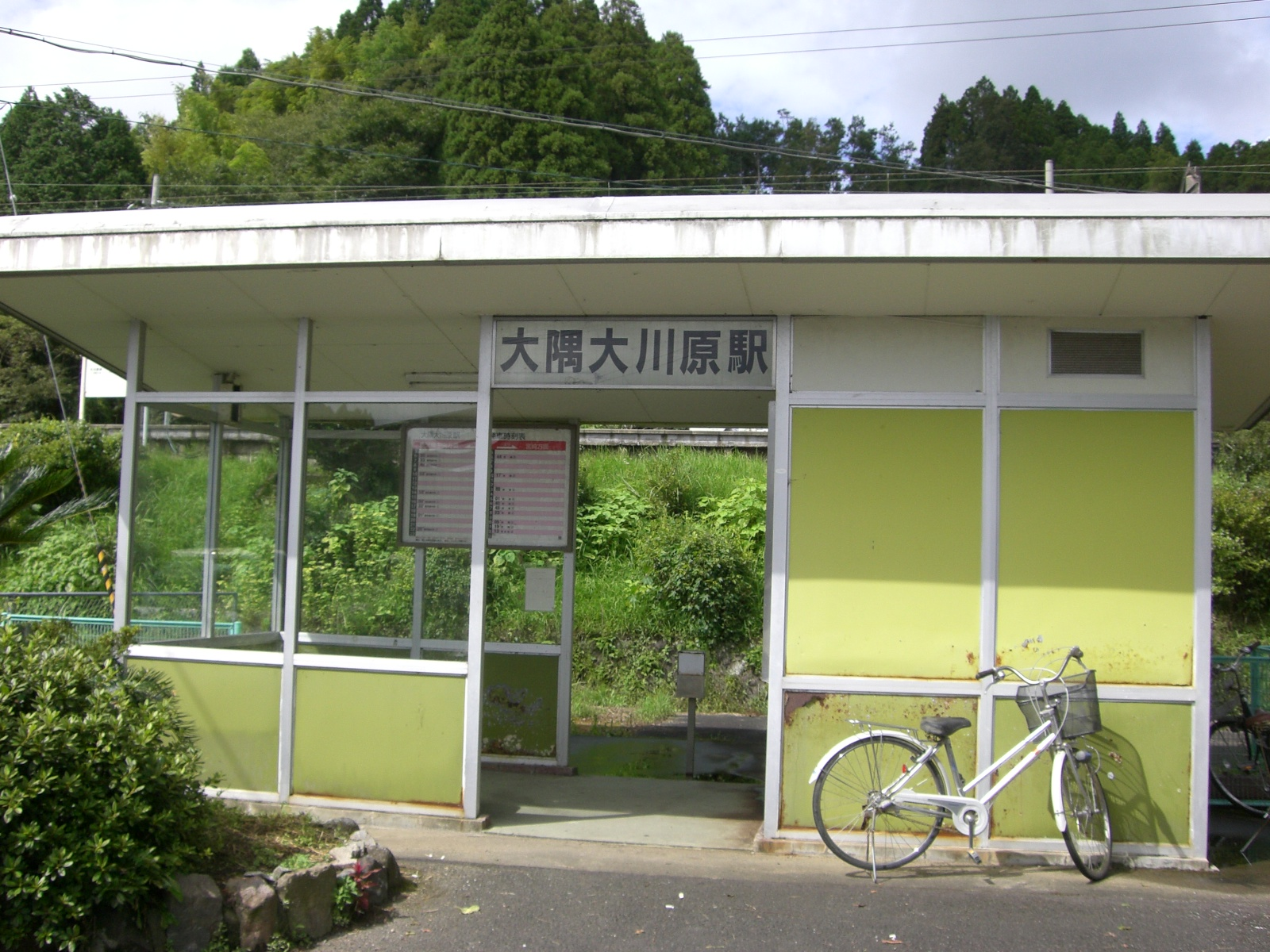
1980年から2010年まで使用された駅舎（2007年9月）

- 1931年（昭和6年）11月1日：開業、一般駅[1]。
- 1962年（昭和37年）9月20日：貨物扱い廃止、旅客駅となる[1]。
- 1979年（昭和54年）10月1日：南宮崎 - 鹿児島駅間CTC化に伴い、無人駅化[2]。荷物扱いを廃止[1]。
- 1980年（昭和55年）：駅舎改築[3]。
- 1987年（昭和62年）4月1日：国鉄分割民営化により九州旅客鉄道が継承[1]。
- 1993年（平成5年）
  - 8月6日：平成5年8月豪雨により当駅を含む西都城 - 鹿児島間が運転見合わせとなる[4]。
  - 9月19日：西都城駅 - 当駅間で運転再開[4]。
  - 10月9日：当駅 - 国分駅間で運転を再開し、2ヶ月ぶりに全線開通[5]。
- 2010年（平成22年）3月27日：新駅舎落成式[3]。
- 2020年（令和2年）10月16日：特別急行列車「36ぷらす3」が運行を開始。鹿児島中央駅から宮崎駅へ至る金曜日ルートにて、当駅が特別停車駅となる（※停車中ホームに降り立つことは可能）。

## 駅構造
勾配の途中にある、島式ホーム1面2線を有する地上駅。無人駅となっている。
1980年（昭和55年）に建設された駅舎とトイレが使用されてきたが、老朽化に伴い地元の市の負担で建て替えが行われ、2010年（平成22年）3月27日に落成式が行われた。新駅舎は約24平方メートルあり、地元産の杉を使用している。愛称は「悠久の駅舎」としている。落成式に際しては、地元住民約90人が都城駅からの記念乗車を行った。また住民約400人が集まって式典を行い、財部北小学校の児童による薩摩地方の楽器「ゴッタン」の演奏、末吉鬼神太鼓の公演などが行われた。

### のりば
| のりば | 路線      | 方向 | 行先                         |
| ------ | --------- | ---- | ---------------------------- |
| 1      | ■日豊本線 | 下り | 隼人・鹿児島・鹿児島中央方面 |
| 2      | ■日豊本線 | 上り | 都城・南宮崎・宮崎方面       |

## 利用状況
- 2015年度の1日平均乗車人員は6人である。

| 年度 | 1日平均 乗車人員 | 1日平均 乗降人員 |
| ---- | ---------------- | ---------------- |
| 2007 | 16               | 35               |
| 2008 | 17               | 36               |
| 2009 | 13               | 29               |
| 2010 | 11               | 25               |
| 2011 | 11               | 23               |
| 2012 | 9                | 20               |
| 2013 | 7                | 16               |
| 2014 | 8                | 19               |
| 2015 | 6                | 14               |

## 駅周辺
険しい山々が連なる。日豊本線の最高地点が当駅と次の北永野田駅との間にある。駅がある地区は財部北地区と呼ばれ、2010年（平成22年）時点で人口は約950人、高齢化率60%超となっている。
- 大川原郵便局

## 隣の駅
九州旅客鉄道（JR九州）
■日豊本線
北俣駅 - 大隅大川原駅 - 北永野田駅